# Invierno

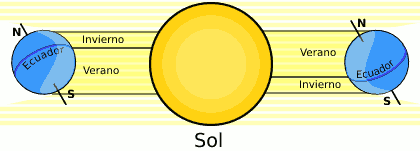
Esquema básico de la inclinación de eje terrestre y la incidencia de los rayos solares a medida que la Tierra se traslada alrededor del sol.

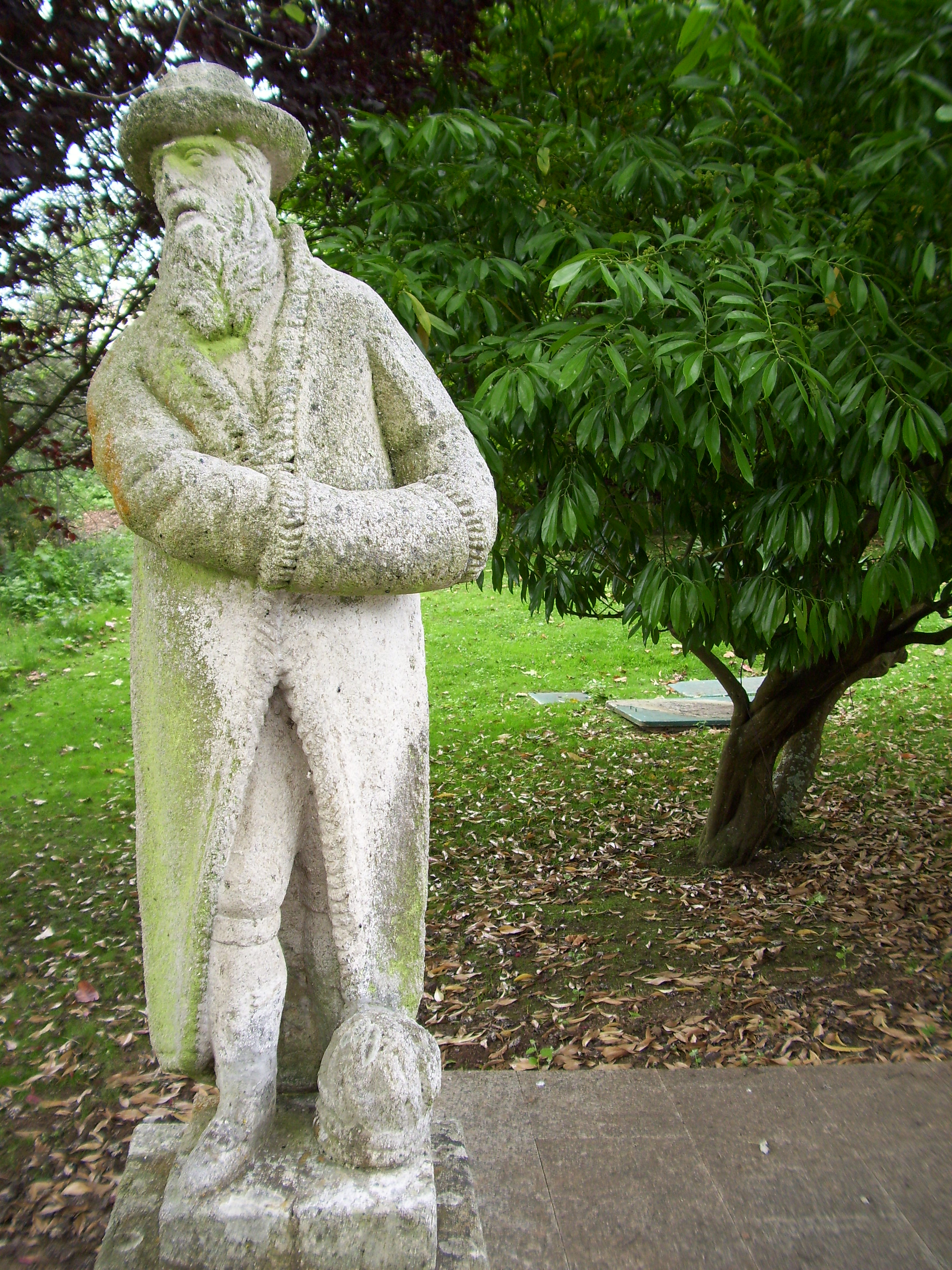
Alegoría del invierno en el
pazo de Lóngora (Oleiros, Galicia, España).

El invierno o ivierno (del latín [tempus] hibernum ‘[estación] invernal’) es una de las cuatro estaciones de las zonas templadas. Sigue al otoño y precede a la primavera. Esta estación se caracteriza por días más cortos, noches más largas y temperaturas más bajas a medida que nos alejamos de la línea ecuatorial. En algunos países de la zona intertropical se utiliza la locución «estación lluviosa» para denominar a una época de mayor precipitación y pluviosidad, aunque en ocasiones se emplea el vocablo «verano» para referirse a la estación seca, e «invierno» para la estación lluviosa.
El invierno, se caracteriza por ser una estación templada, es decir, los días son más fríos, con neblinas extensas y por lo regular los días son más cortos y las noches más alargadas.
Lo perteneciente o relativo al invierno, o lo propio del mismo, se conoce con los adjetivos «invernal» e «hibernal».

## Causas
Como las demás estaciones del año, el invierno es causado por la inclinación de 23,44 grados 
del eje terrestre sobre su plano orbital.

## Período y duración
Desde un punto de vista astronómico, el solsticio de invierno comienza el día 21 de diciembre en el hemisferio boreal y el 21 de junio en el hemisferio austral, y termina con el equinoccio de primavera, alrededor del 21 de marzo en el hemisferio norte y del 22 de septiembre en el hemisferio sur, variando las fechas levemente según el año. El hecho de que la órbita de la Tierra sea elíptica se traduce en una duración menor del invierno en el hemisferio norte y mayor respecto a este en el sur, ya que en julio se produce el afelio, durante el invierno austral, y en enero el perihelio durante el boreal. En resumen, el invierno dura aproximadamente cuatro días más en el hemisferio austral que en el boreal.
Desde una óptica meteorológica, en cambio, se suelen considerar invernales los meses enteros de diciembre, enero y febrero en el hemisferio norte y junio, julio y agosto en el hemisferio sur.

## Características
El invierno es la estación más fría del año, en el hemisferio Norte y sus características son inevitablemente definidas en contraste con las otras estaciones del año; ya que durante los días invernales las temperaturas son más bajas y hay menos horas de luz solar. Estas características se acentúan a medida que nos alejamos de los trópicos y nos acercamos a los círculos polares. 
En algunas regiones del planeta, según su latitud, altitud y determinadas condiciones meteorológicas, se puede observar la caída de nieve.
En los países ecuatoriales donde solo hay dos estaciones a lo largo del año, se le conoce como la «temporada de lluvias».

## Cálculo astronómico del invierno y otros cálculos basados en el calendario

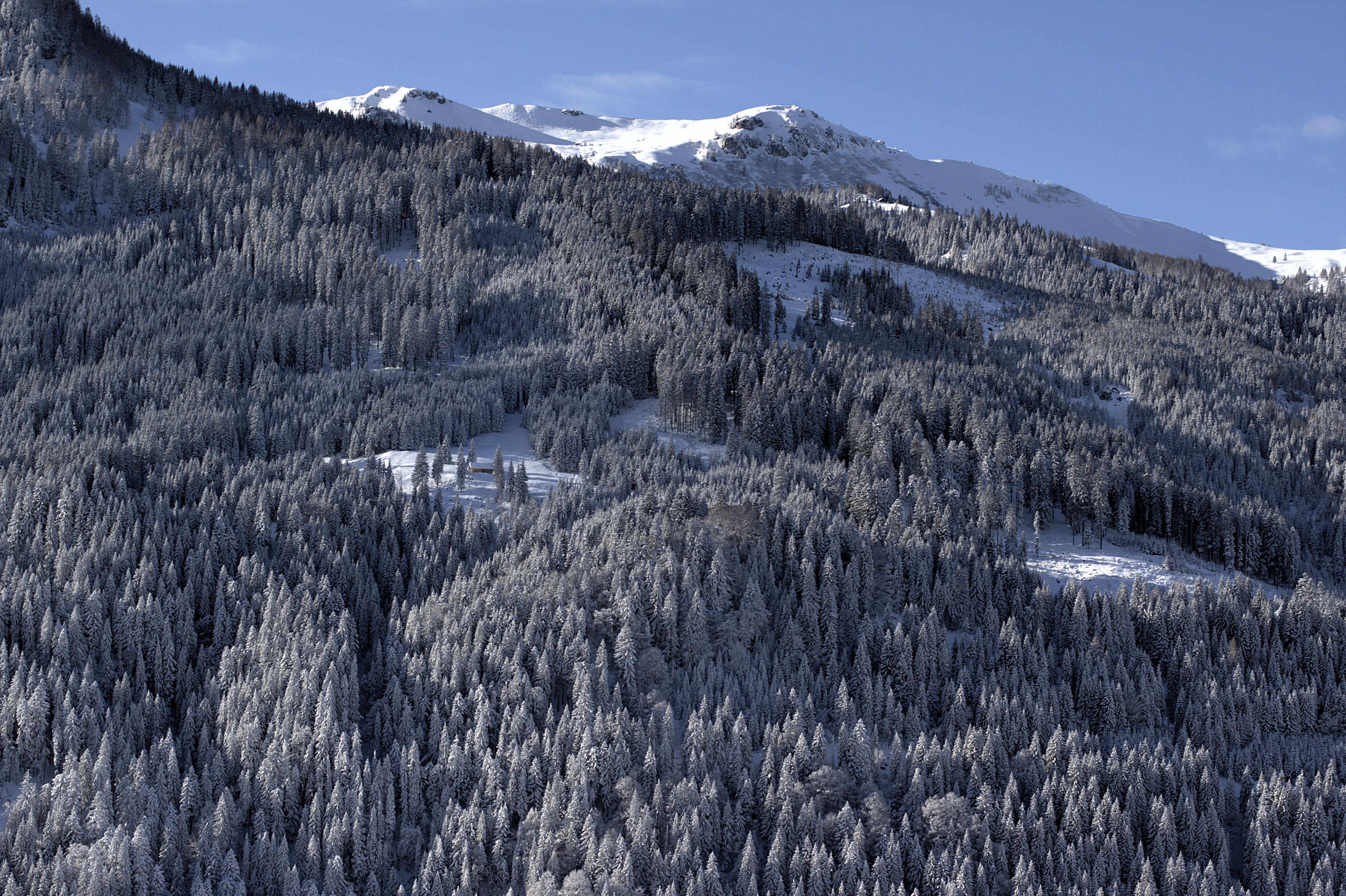
En las latitudes medias y las regiones polares, el invierno se asocia con la nieve y el hielo.

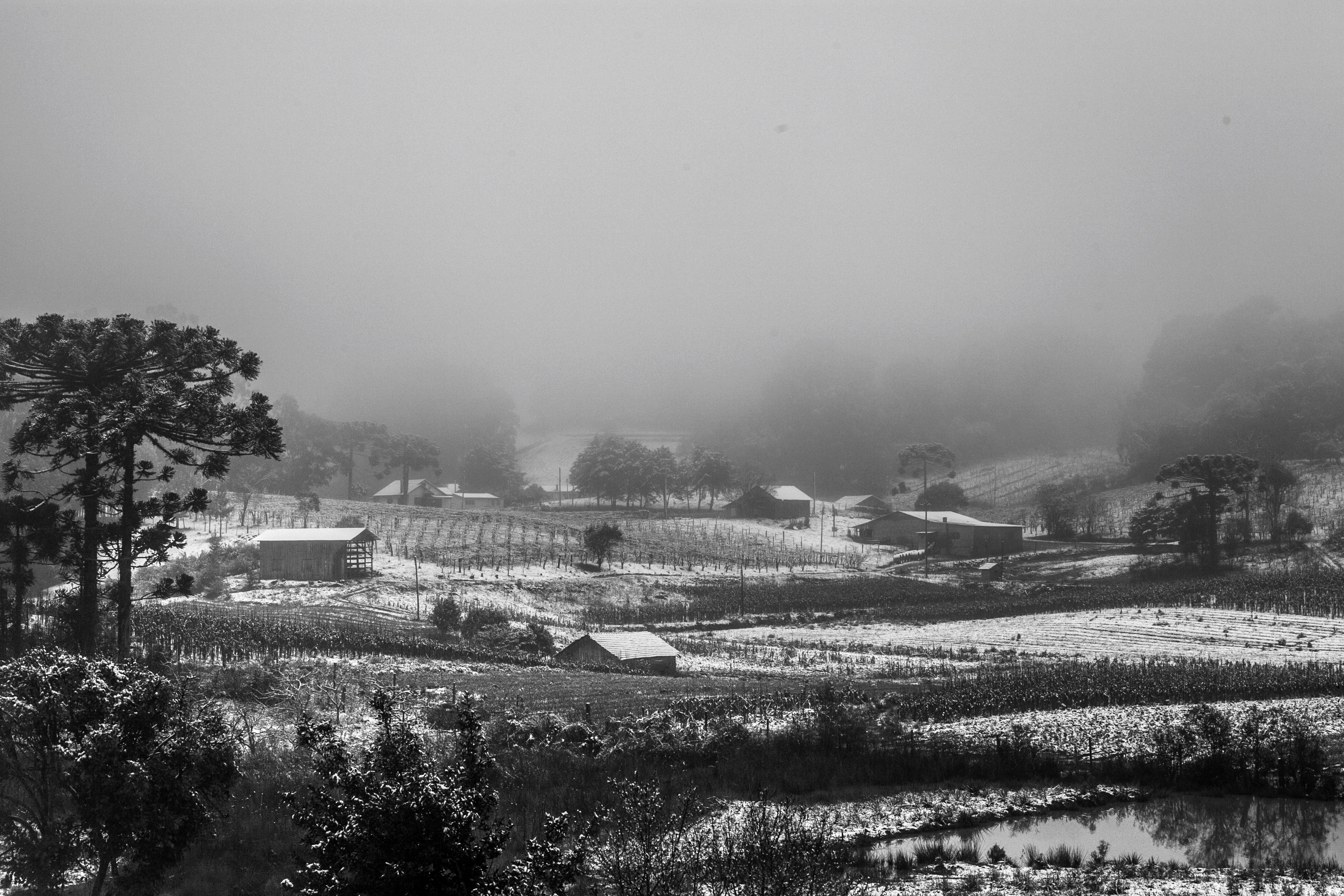
En el hemisferio sur, el invierno se extiende de junio a septiembre. En la imagen, en Caxias do Sul, en el altiplano meridional de Brasil.

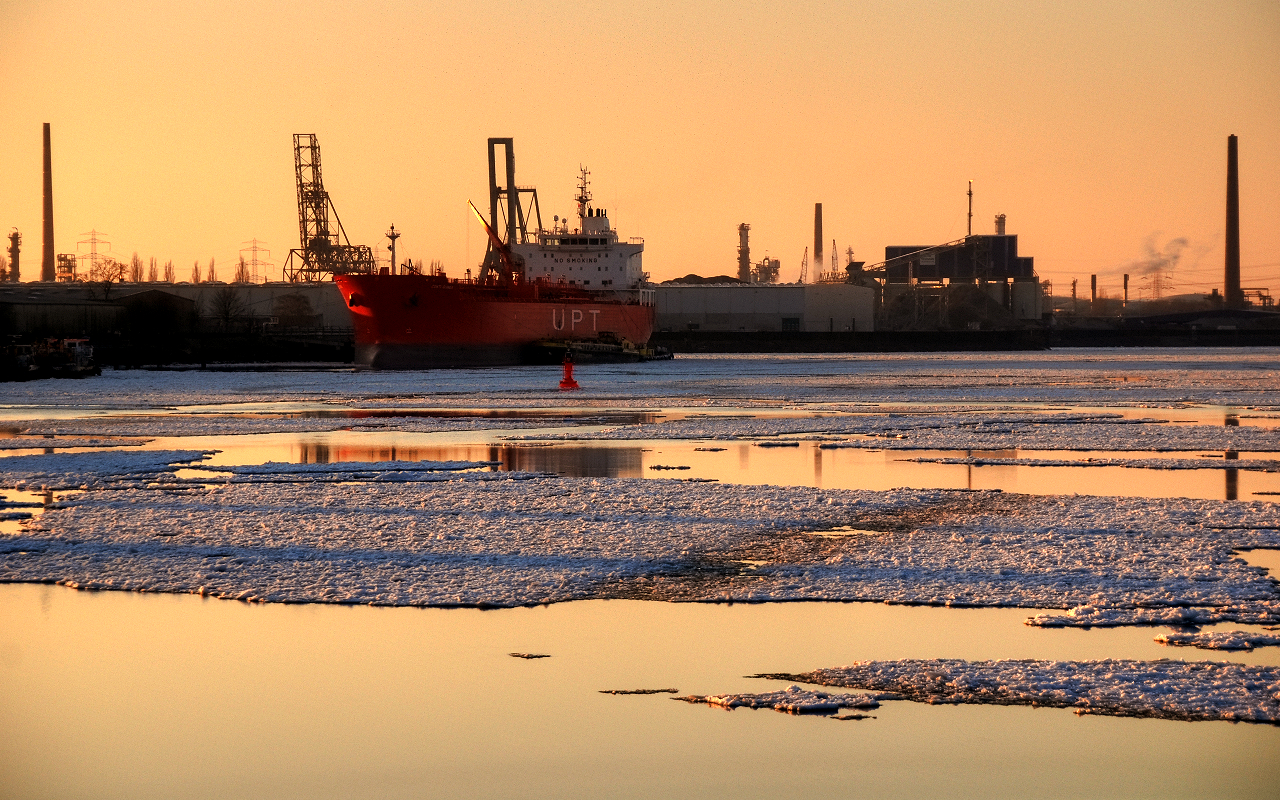
Hielo marino en el puerto de Hamburgo, Alemania

En el hemisferio norte, algunas autoridades definen el periodo invernal basándose en puntos fijos astronómicos (es decir, basándose únicamente en la posición de la Tierra en su órbita alrededor del Sol), independientemente de las condiciones meteorológicas. Según una versión de esta definición, el invierno comienza en el solsticio de invierno y termina en el equinoccio de marzo. Estas fechas son algo más tardías que las utilizadas para definir el comienzo y el final del invierno meteorológico, que normalmente se considera que abarca la totalidad de diciembre, enero y febrero en el hemisferio norte y junio, julio y agosto en el hemisferio sur.
Desde el punto de vista astronómico, el solsticio de invierno, al ser el día del año con menos horas de luz, debería situarse en la mitad de la estación, pero el desfase estacional hace que el periodo más frío se produzca normalmente unas semanas después del solsticio. En algunas culturas, se considera que la estación comienza en el solsticio y termina en el equinoccio siguiente - en el hemisferio norte, dependiendo del año, esto corresponde al periodo entre el 20, 21 o 22 de diciembre y el 19, 20 o 21 de marzo.
Según una antigua tradición noruega, el invierno comienza el 14 de octubre y termina el último día de febrero.
En muchos países del hemisferio sur, como Australia, Nueva Zelanda, y Sudáfrica, el invierno comienza el 1 de junio y termina el 31 de agosto.
En países celtas como Irlanda (que utiliza el calendario irlandés) y Escandinavia, el solsticio de invierno se considera tradicionalmente la mitad del invierno, y la estación invernal comienza el 1 de noviembre, en All Hallows, o Samhain. El invierno termina y comienza la primavera en Imbolc, o Candlemas, que es el 1 o 2 de febrero. [cita requerida]
Este sistema de estaciones se basa exclusivamente en la duración de los días. El periodo de tres meses de días más cortos y radiación solar más débil se produce durante noviembre, diciembre y enero en el hemisferio norte y mayo, junio y julio en el hemisferio sur.
Además, muchos países de Europa continental tendían a reconocer el día de San Martín (11 de noviembre) como el primer día natural del invierno. Este día cae en el punto medio entre las antiguas fechas julianas del equinoccio y el solsticio. Además, algunos países consideran que el día de San Valentín (14 de febrero) anuncia los primeros ritos de la primavera, como el desarrollo de los botones florales.
En la astronomía china y otros calendarios de Asia oriental, el invierno comienza alrededor del 7 de noviembre, con el Jiéqì (conocido como 立冬 lì dōng - literalmente, "establecimiento del invierno").[cita requerida]
El periodo de tres meses asociado a las temperaturas medias más frías suele comenzar a finales de noviembre o principios de diciembre en el hemisferio norte y se prolonga hasta finales de febrero o principios de marzo. Este "invierno termológico" es anterior a la definición delimitada por el solsticio, pero posterior a la definición de la luz diurna (celta). Dependiendo del desfase estacional, este periodo variará según las regiones climáticas.
En los últimos años, influencias culturales como la Navidad pueden haber provocado que se perciba que la estación invernal comienza antes, aunque los países de latitudes altas, como Canadá, suelen estar bien adentrados en sus verdaderos inviernos antes del solsticio de diciembre.
Dado que, según casi todas las definiciones válidas para el hemisferio norte, el invierno abarca el 31 de diciembre y el 1 de enero, la estación se divide en años, al igual que el verano en el hemisferio sur. Cada año civil incluye partes de dos inviernos. Esto provoca ambigüedad a la hora de asociar un invierno a un año concreto, por ejemplo "Invierno 2018". Las soluciones a este problema incluyen nombrar ambos años, por ejemplo "Invierno 18/19", o decidirse por el año en el que comienza la estación o por el año al que pertenecen la mayoría de sus días, que es el año posterior en la mayoría de las definiciones.

## Estimación del invierno desde el punto de vista ecológico y de la actividad de seres vivos

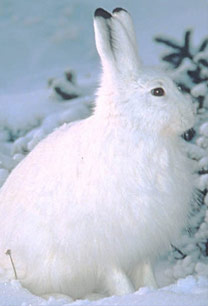
La liebre americana Lepus americanus, y algunos otros animales, cambian de color en invierno.

El cálculo ecológico del invierno difiere del calendárico en que evita el uso de fechas fijas. Es una de las seis estaciones reconocidas por la mayoría de los ecólogos, que suelen utilizar el término «hibernal» para este periodo del año (las otras estaciones ecológicas son prevernal, vernal, estival, serotinal y otoñal)[24] La estación hibernal coincide con el principal periodo de letargo biológico de cada año, cuyas fechas varían según los climas locales y regionales de las zonas templadas de la Tierra. La aparición de plantas en flor como el crocus puede marcar el cambio del invierno ecológico a la estación prevernal ya a finales de enero en los climas templados suaves.
Para sobrevivir a la dureza del invierno, muchos animales han desarrollado diferentes adaptaciones morfológicas y de comportamiento para pasar el invierno:
- La migración es un efecto común del invierno en animales como las aves migratorias. Algunas mariposas también migran estacionalmente.
- La hibernación es un estado de actividad metabólica reducida durante el invierno. Algunos animales "duermen" durante el invierno y sólo salen cuando vuelve el calor; por ejemplo, las ardillas, las ranas, las serpientes y los murciélagos.
- Algunos animales almacenan comida para el invierno y viven de ella en lugar de hibernar por completo. Es el caso de las ardillas, los castores, las mofetas, los tejones y los mapaches.
- La resistencia se observa cuando un animal soporta el invierno pero cambia en aspectos como el color y la musculatura. El color del pelaje o del plumaje cambia a blanco (para confundirse con la nieve) y conserva así su coloración críptica durante todo el año. Algunos ejemplos son la perdiz nival, el zorro ártico, la comadreja, la liebre de cola blanca y la liebre de montaña.
- A algunos mamíferos con pelo les crece un pelaje más grueso durante el invierno, lo que mejora las cualidades de retención del calor del pelaje. El pelaje se desprende después de la estación invernal para permitir una mejor refrigeración. El mayor peso del pelaje en invierno la convirtió en la estación favorita de los tramperos, que buscaban pieles más rentables.
- La nieve también influye en el comportamiento de los animales; muchos aprovechan sus propiedades aislantes excavando en ella. Los ratones y los topillos suelen vivir bajo la capa de nieve.

Algunas plantas anuales nunca sobreviven al invierno. Otras necesitan el frío invernal para completar su ciclo vital, lo que se conoce como vernalización. En cuanto a las plantas perennes, muchas pequeñas aprovechan los efectos aislantes de la nieve enterrándose en ella. Las plantas más grandes, sobre todo los árboles de hoja caduca, suelen dejar latente su parte superior, pero sus raíces siguen protegidas por la capa de nieve. Pocas plantas florecen en invierno, con la excepción del ciruelo en flor, que florece a tiempo para el Año Nuevo chino. El proceso por el que las plantas se aclimatan al frío se denomina endurecimiento.

## Explicaciones mitológicas del invierno
En la mitología griega, Hades, dios del inframundo, rapta a la bella Perséfone para hacerla su esposa. Zeus le ordena a Hades que la devuelva y se la entregue a Deméter, diosa de la tierra y su madre. Sin embargo, Hades engaña a Perséfone y le hace comer semillas de granada, comida del inframundo que la obliga a quedarse allí para siempre. Deméter, sin su hija Perséfone no tiene felicidad por lo tanto no cuida a la tierra. Zeus, viendo que la tierra quedaba desolada, las plantas se secaban y morían, llega a un acuerdo para que Perséfone pase seis meses con Deméter y seis meses con Hades. Durante el tiempo en que su hija está con Hades, Deméter se entristece y provoca el otoño y el invierno.

## Inviernos significativos en la Historia
Período de la Edad de Hielo en la Tierra
- 1310-1330, muchos inviernos severos y veranos fríos y húmedos en Europa - la primera manifestación clara del clima impredecible de la Pequeña Edad de Hielo que duró varios siglos (desde aproximadamente 1300 hasta 1900). El frío y la humedad persistentes causaron grandes penurias, fueron los principales responsables de la Gran hambruna de 1315-1317 y contribuyeron en gran medida al debilitamiento de la inmunidad y la malnutrición que condujeron a la Peste negra (1348-1350).
- 1600-1602, inviernos extremadamente fríos en Suiza y la región del Báltico tras la erupción del Huaynaputina en Perú en 1600.
- 1607-1608, en Norteamérica, el hielo persiste en el Lago Superior hasta junio. Los londinenses celebran su primera feria de la escarcha en el río Támesis, cubierto de hielo.
- 1622, en Turquía, se congelan el Cuerno de Oro y la parte sur del Bósforo.
- Década de 1690, inviernos extremadamente fríos, nevados y severos. El hielo rodea Islandia a lo largo de kilómetros en todas direcciones.
- 1779-1780, el invierno más frío registrado en Escocia, y el hielo rodeó Islandia en todas direcciones (como en la década de 1690). En Estados Unidos, una ola de frío récord de cinco semanas tocó fondo con -29 °C (-20 °F) en Hartford (Connecticut) y -27 °C (-16 °F) en Nueva York. El río Hudson y el puerto de Nueva York se congelaron.
- 1783-1786, el Támesis se congeló parcialmente y la nieve permaneció en el suelo durante meses. En febrero de 1784, el barco North Carolina se congeló en la Bahía de Chesapeake.
- 1794-1795, invierno riguroso, con el enero más frío del Reino Unido y la temperatura más baja jamás registrada en Londres: -21 °C (-6 °F) el 25 de enero. El frío comenzó en Nochebuena y duró hasta finales de marzo, con algunos calentamientos temporales. El Severn y el Támesis se congelaron, y se reanudaron las heladas. El ejército francés intentó invadir los Países Bajos por sus ríos helados, mientras la flota holandesa se quedaba atrapada en su puerto. El invierno tuvo como característica dominante los vientos de levante (procedentes de Siberia).
- 1813-1814, frío intenso, última helada del Támesis y última feria de la escarcha. (La eliminación del antiguo puente de Londres y los cambios en las orillas del río hicieron que las heladas fueran menos probables).
- 1883-1888, temperaturas más frías en todo el mundo, incluyendo una cadena ininterrumpida de inviernos anormalmente fríos y brutales en el Medio Oeste Superior, relacionados con la explosión del Krakatoa en agosto de 1883. Durante este periodo se registraron nevadas en el Reino Unido desde octubre hasta julio.
- 1976-1977, uno de los inviernos más fríos en EE. UU. en décadas.
- 1985, brote ártico en EE. UU. como consecuencia del desplazamiento del vórtice polar, con numerosos récords de bajas temperaturas.
- 2002-2003, invierno inusualmente frío en el norte y el este de EE. UU.
- 2010-2011, frío intenso y persistente en toda la mitad oriental de EE. UU. a partir de diciembre, con pocos o ningún calentamiento a mediados de invierno, y con condiciones frías que continuaron en primavera. La Niña y la oscilación del Ártico particularmente negativa fueron factores determinantes. Las fuertes y persistentes precipitaciones contribuyeron a una capa de nieve casi constante en el noreste de EE. UU., que finalmente se retiró a principios de mayo.
- 2011 fue uno de los años más fríos registrados en Nueva Zelanda, con nevadas a nivel del mar en Wellington en julio por primera vez en 35 años y una tormenta de nieve mucho más intensa durante 3 días seguidos en agosto.